# クリストフ・リブロン
クリストフ・リブロン（Christophe Riblon、1981年1月17日 - ）は、フランス、トランブレ＝アン＝フランス出身の自転車競技選手。

## 経歴
ロードレースとトラックレースの両方で活動した。
2004年
- 国内選手権・アマ個人ロードレース優勝。

2005年、Ag2r・プレヴォワイアンス（現 Ag2r・ラ・モンディアル）と契約を結んでプロ転向。
- ツール・ド・ラブニール 総合2位。

2006年
- シルキュイ・ド・ロレーヌ 区間1勝（第4）。

2007年
- ジロ・デ・イタリア初出場、総合82位。
- ツール・ド・ラ・ソム 総合優勝。

2008年
- トラックレース世界選手権・ポイントレース2位。
- ツール・ド・フランス総合137位。

2009年
- ルート・デュ・スュド 区間1勝（第3）。
- ブエルタ・ア・エスパーニャ初出場、総合46位。

2010年
- トラックレース世界選手権・マディソン2位。
- レ・ブークル・デュ・スュド・アルデシュ 優勝。
- シルキュイ・ド・ラ・サルト 総合5位
- バイエルン一周 総合5位
- クリテリウム・デュ・ドーフィネ 総合7位。
- ツール・ド・フランス第14ステージにおいて、超級カテゴリーのパイエル峠を首位で通過し、その後区間優勝を果たした。総合28位。

2011年
- ツール・ド・ポローニュ 総合8位

2012年
- ティレーノ〜アドリアティコ 総合9位

2013年
- ツール・ド・フランス
  - 第18ステージ（ラルプ・デュエズ） 優勝
  - 総合敢闘賞

2017年12月31日をもって引退。